# Hubertus Bräu

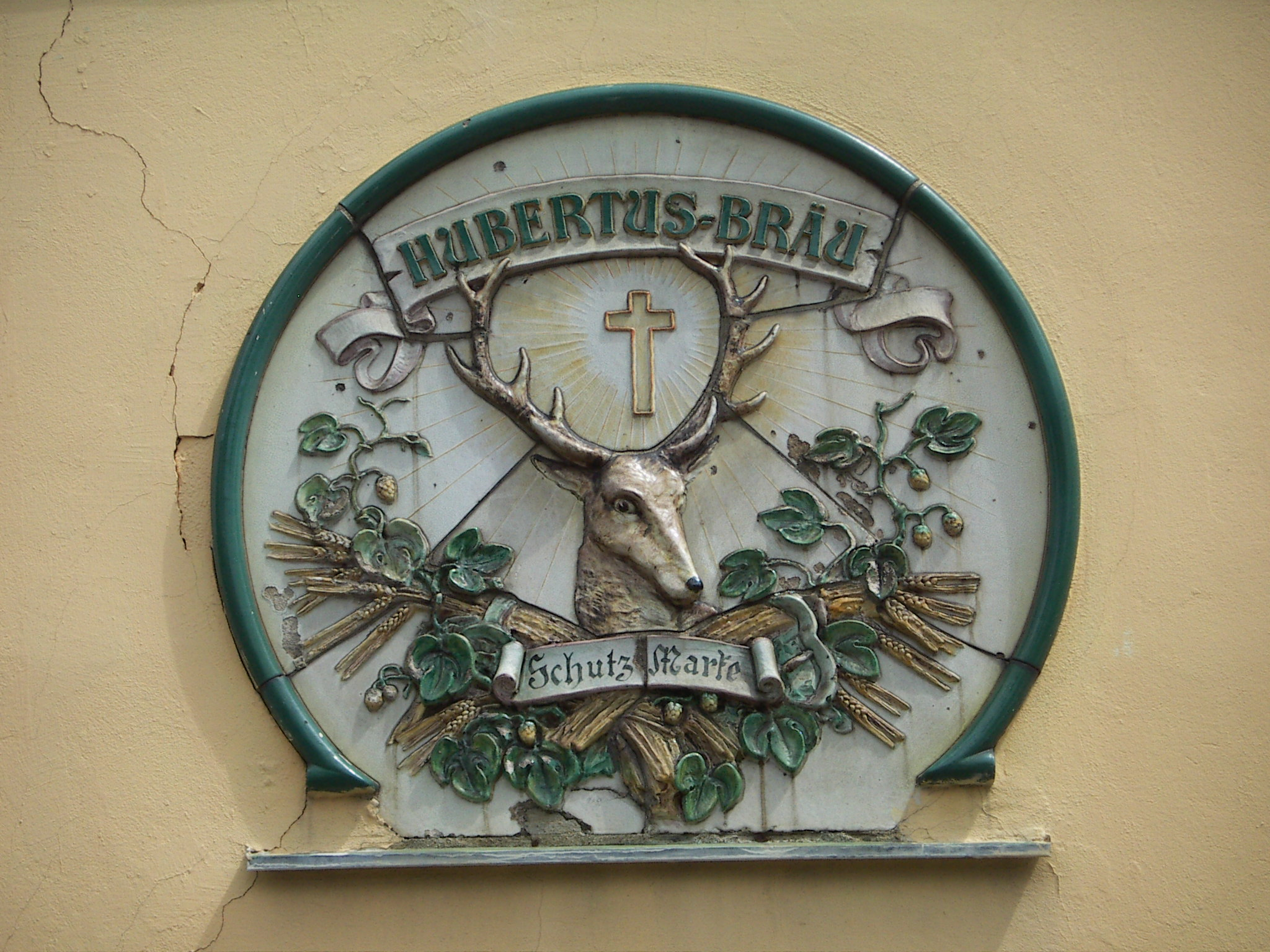
Oud embleem van Hubertus-Bräu in Wenen

Hubertus Bräu is een Oostenrijkse brouwerij in Laa an der Thaya in het Weinviertel van Neder-Oostenrijk. Haar voornaamste afzetgebied is het Weinviertel en het Waldviertel.

## Geschiedenis
De geschiedenis van de brouwerij gaat terug tot het jaar 1454. In dat jaar verkreeg de stad Laa het brouwrecht van Ladislaus Posthumus, aartshertog van Oostenrijk en koning van Bohemen en van Hongarije. De stad verpachtte het recht nadien steeds maar in het begin van de negentiende eeuw verloor het bier aan belang. Anton Kühtreiber kocht in 1847 het brouwrecht en de brouwerij van de stad en legde daarmee de basis voor de huidige brouwerij, die sedertdien door de familie Kühtreiber is verdergezet en gemoderniseerd. In 1899-1901 werd een nieuw brouwerijcomplex gebouwd en in 1908 voerde men de merknaam "Hubertus-Bräu" in. De productie bedroeg aan het eind van de twintigste eeuw ongeveer 65.000 hectoliter per jaar. Bedrijfsleider Hermann Kühtreiber vertegenwoordigt anno 2017 de zesde generatie.

## Bieren
Het assortiment bestaat uit:
- Märzen: 5,1 vol.%
- Pils: 5,4%
- Dunkel: 4,1%
- Herrnpils: 5,7%
- Festbock: 7,5%
- Gerstengold: 4,5%
- Radler: 2,5%
- Radler naturtrüb: 2,0%
- Lager classic: 5,2%
- Keltenbier: 5,1%

De brouwerij betrekt erg zacht water uit haar eigen Vitusbron, die ondergronds op 238 m diepte ontspringt. Met het bronwater van de Vitusbron produceert de brouwerij ook mineraalwater (merknaam Vitus-Quelle) en Vitus-frisdrank.